# 德芒日韦勒
德芒日韦勒（法語：Demangevelle，發音：[dəmɑ̃ʒvɛl]）是法国上索恩省的一个市镇，属于沃苏勒区。

## 地理
德芒日韦勒（47°55'34"N, 6°2'3"E）面积14.62 平方千米，位于法国勃艮第-弗朗什-孔泰大區上索恩省，该省份为法国东部内陆省份，北起顺时针与孚日省、贝尔福地区省、杜省、汝拉省、科多尔省和上马恩省接壤。
与德芒日韦勒接壤的市镇（或旧市镇、城区）包括：帕萨旺-拉罗谢尔、科尔、蒙多雷、奥尔穆瓦、武热库尔。
德芒日韦勒的时区为UTC+01:00、UTC+02:00（夏令时）。

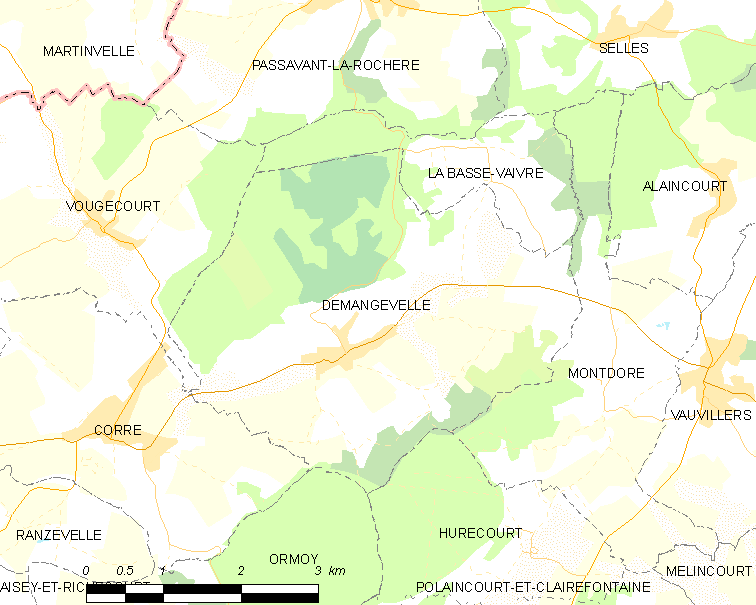
德芒日韦勒的OSM定位图

## 行政
德芒日韦勒的邮政编码为70210，INSEE市镇编码为70202。

## 政治
德芒日韦勒所属的省级选区为瑞塞县。

## 人口

1962-2008年间德芒日韦勒人口变化图示

德芒日韦勒于2022年1月1日时的人口数量为261人。